# أمواج (علامة تجارية)
أمواج (بالإنجليزية: Amouage) هي علامة تجارية عالمية للعطور الفاخرة تديرها شركة عُمان للعطور المحدودة وهي تابعة لمجموعة سابكو العمانية. أسس الشركة الأمير السيد حمد بن حمود البوسعيدي بناء على طلب السلطان قابوس بن سعيد آل سعيد عام 1983 في مسقط. وعيّن ديفيد كريكمور الرئيس التنفيذي لها عام 2006، وكريستوفر تشونغ المدير الإبداعي لها، ثم استقال كريكمور وتشونغ عام 2019. ووسعت الشركة منتجاتها في السنوات الأخيرة لتشمل سلع الاستحمام والأدوات المنزلية والجلود.

## إنتاج الشركة ومقراتها
تملك شركة أمواج 21 متجرًا مستقلاً وتباع منتجاتها في المتاجر الكبرى حول العالم، ومركز ومصنع أمواج للزوار الواقع في مسقط، ولديه القدرة على إنتاج ما يقرب من 25000 زجاجة في الأسبوع. افتتح مبنى مكون من طابقين في ديسمبر 2012 وهو مفتوح للزوار. افتتحت الشركة بيت العطور متجرًا في مول عُمان في أبريل عام 2022، ثم يليه متجر آخر في دبي مول في سبتمبر 2023، وتوسعت إلى أمريكا في فبراير 2024.

## روابط خارجية
- الموقع الرسمي